# Miranda Tatari
Miranda Tatari (n. 20 septembrie 1983, în Koprivnica) este o handbalistă croată care joacă pentru clubul RK Podravka Vegeta și echipa națională a Croației pe postul de coordonator de joc. Ea a participat la Campionatul Mondial din 2011, găzduit de Brazilia, și la Olimpiada din 2012, de la Londra.

## Biografie
Tatari a fost componentă a echipei naționale a Croației la toate categoriile de vârstă, cadete, junioare, tineret și senioare. Ea a participat cu echipa țării sale la Campionatul Mondial pentru Tineret din 2001, desfășurat în Turcia, unde Croația a terminat pe locul 4. Începând din 1996, Miranda Tatari a jucat pentru clubul Podravka Vegeta la toate categoriile de vârstă, iar în 2000 a obținut medalia de bronz în campionatul intern de cadete, fiind desemnată handbalista competiției. 
În 2009, Tatari a semnat un nou contract cu Podravka Vegeta, pentru o perioadă de patru ani. La finalul acestui interval ea s-a transferat pentru un an în Rusia, la Astrahanocika Astrahan. În 2014, Miranda Tatari a revenit la Podravka Vegeta.

## Palmares
- Campionatul Croației:
  -  Câștigătoare (12): 2001, 2002, 2003, 2005, 2006, 2007, 2008, 2009, 2010, 2011, 2012, 2013

- Cupa Croației:
  -  Câștigătoare (11): 2001, 2002, 2003, 2004, 2006, 2008, 2009, 2010, 2011, 2012, 2013

- Liga Regională:
  -  Câștigătoare (1): 2009